# Margaret Daly
Margaret Elizabeth Daly (ur. 26 stycznia 1938 w Belfaście) – brytyjska polityk i działaczka związkowa, posłanka do Parlamentu Europejskiego II i III kadencji.

## Życiorys
Ma brata bliźniaka Roberta. Kształciła się w Methodist College Belfast (1960), pracowała m.in. w strukturach związków zawodowych. Wybrana jako fellow do Industry and Parliament Trust, ciała zajmującego się współpracą dużego przemysłu z politykami. Działała w Partii Konserwatywnej. W 1984 i 1989 wybierana posłanką do Parlamentu Europejskiego, była wiceprzewodniczącą delegacji do Wspólnego Zgromadzenia Porozumienia między państwami Afryki, Karaibów i Pacyfiku oraz EWG. Przystąpiła do frakcji Europejscy Demokraci, a w 1992 wraz z nią do Europejskiej Partii Ludowej (Chrześcijańskich Demokratów), zasiadała w prezydiach tych grup. W 1999 bez powodzenia ubiegała się o ponowny wybór do Europarlamentu.
Zamieszkała w Aisholt. Zamężna z Kenem, także politykiem.